# Jakub Halik
Jakub Halik foi um bombeiro nascido na República Checa que ganhou notoriedade por ser o primeiro homem do mundo a sobreviver por 194 dias sem o coração.
Seu coração foi substituído por duas bombas sem válvulas cardíacas e que não produzem pulsações sensíveis ao tato. Por possuir um tumor maligno em seu coração, a única alternativa foi a retirada do órgão e a implantação das duas bombas (uma que envia o sangue pela aorta, e a outra aos pulmões.)
Por não ter pulsações, estas bombas não podem ser consideradas um coração artificial. Antes dele, esta técnica somente tinha sido usada com com paciente no Texas (Estados Unidos), morreu após passar por complicações hepática e renal, informou o Instituto de Medicina Clínica e Experimental de Praga. Em comunicado, Jan Pirk, chefe do Departamento Cardíaco do hospital que adquiriu notoriedade devido à operação, afirmou que a causa da morte ainda é desconhecida, mas não está relacionada a nenhum problema cardíaco.